# Jeannie Berlin
Jeannie Berlin (født Jeannie Brette May; 1. november 1949) er en amerikansk manuskriptforfatter og skuespiller.
Berlin blev født som Jeannie Brette May i Los Angeles og er datter af skuespilleren Elaine May (født Berlin) og opfinder Marvin May. May instruerede filmen Hjerteknuseren, hvor Berlin modtog en Golden Globe og en nominering Oscar for bedste kvindelige birolle.
I 1970'erne omfattede hun også filmene Getting Straight (1970), Blod og jordbær (1970), Alexanders stående problem (1971) og Sheila Levine, sjov pige i New York (1975). Hun havde også en hovedrolle i Old Fashioned Murder, et afsnit i 1976 af tv-serien Columbo. Efter et årtier langt fravær fra scenen medvirkede hun i filmene Margaret (2011) og Inherent Vice (2014).
Berlin gjorde sin teaterdebut på Broadway i Mays skuespil After the Night and the Music (2005). I 2012 optrådte hun i skuespillet Other Desert Cities på Mark Taper Forum i Los Angeles.